# Зарахович, Алексей Владимирович
Алексей Владимирович Зарахович (род. 31 августа 1968 года в Киеве, Украинская ССР) — украинский поэт. Пишет на русском языке.
В 1992 году окончил филологический факультет Киевского педагогического института имени М. Горького. В 1992—1993 годах работал учителем в школе, затем журналистом, тележурналистом, режиссёром-сценаристом.
Печатается как поэт с 1987, сначала в многотиражной газете «За педагогические кадры». Стихотворения публиковались в журналах: «Collegium», «Радуга», «Самватас», «Соты», «Многоточие», «Крещатик», «Шо», «Дикое поле», «Київська Русь», «Знамя», «Север», «Плавучий мост» и др.
Член Национального союза писателей Украины (1993), Ассоциации русских верлибристов (1992).
Живёт в Киеве.

## Книги стихов
- Машины и озера. Киев, «Самватас», 1992 (предисловие А. Беличенко);
- Табукатура. Киев, «Collegium», 1997;
- Аберрация Акакия. Шуточные поэмы. Киев, изд-во Д. Бураго, 1999.
- Река весеннего завета, Киев, «Факт», 2003.
- Чехонь (аудиокнига). Киев, «Каштановый дом», 2010.
- Чехонь. Киев, «Гамазин», 2011.
- Дважды река. Киев, «Издательский дом Дмитрия Бураго», 2018.
- Осенний жук (стихи для детей). Киев, издатель Быхун В.Ю., 2018.
- Чехонь, Чехонь. Киев, «Каяла», 2021.

Книги прозы
- Удочка для великана (повесть). Киев, «Каштановый дом», 2022

Награды и премии
- Литературная премия «Планета Поэта» им Л. Н. Вышеславского за книгу стихов  «Река весеннего завета», 2011
- Лауреат премии Novomedia Awards 2015 (вместе с Константином Дорошенко) за выпуск "Дар прощения" на «Радио Вести», 2015
- Номинант премии им. Шолом-Алейхема за книгу стихов  «Чехонь», 2015
- Лауреат премии им. Николая Ушакова за книгу стихов «Дважды река», 2019
- Лауреат литературной премии им. Максимилиана Кириенко-Волошина за книгу «Дважды река», 2019

## Публикации онлайн
- Публикации в «Русском журнале»
- «Белая цифирь»